# 駭客入侵系列
駭客入侵是一系列以賽博朋克為主題的動作角色扮演及第一人稱射擊遊戲。本系列首兩部作品由離子風暴公司（Ion Storm）開發，其後則由Eidos蒙特利爾開發。故事設定於21世紀的反烏托邦未來世界，主要集中在想要控制世界的秘密組織之間的衝突，以及超人類主義和科技所帶來的影響。
目前已經推出了六部作品，分別是《駭客入侵》（2000年）、《駭客入侵：隱形戰爭》（2003年）、《駭客入侵：人類革命》（2011年）、《駭客入侵：隕落》（2013年）、《駭客入侵Go》（2016年）及《駭客入侵：人類岐裂》（2016年）。
Eidos在2013年10月表示，系列中的未來作品將會被命名為「Deus Ex Universe」。該系列多年來得到極大的好評，並在全球銷售了超過450萬部。

## 遊戲概要
- 《駭客入侵》
- 《駭客入侵：隱形戰爭》
- 《駭客入侵：人類革命》
- 《駭客入侵：隕落》
- 《駭客入侵：人類岐裂》

雖然每個遊戲都有一個獨特的故事，但他們都設定在同一個世界：未來的地球已經演變成一個反烏托邦，賽博朋克社會。在這個背景中，幾個組織為世界的全面控制而競爭。幾個被提到或顯露的組織的靈感來自現實世界和被創造的秘密組織和陰謀論。遍及系列的一個持續出現的組織是光明會，不過聯邦緊急事務管理署、Majestic 12和聖殿騎士團也起重要作用。該系列中的主要角色具有人工獲得的超人類能力，通常稱為「強化物」（Augmentation），第三集遊戲中更特別地稱為「人類強化物」（Human augmentation）。
《駭客入侵》發生在2052年，世界正面臨著一種被稱為Gray Death的神秘納米病毒所引起的危機。在危機之中，聯合國反恐怖主義聯盟（United Nations Anti-Terrorist Coalition ，簡稱UNATCO）的一名納米強化的新兵探員JC Denton被派去消滅恐怖分子團隊，但最終陷入了敵對派系和秘密組織的各種計劃中，他們對這種傳染病負責。一旦他到達51區，Denton可以在中和技術與將世界陷入第二個黑暗時代中作選擇。與光明會合作，或與先進的AI融合以實行仁慈的專政。《隱形戰爭》發生二十年後，在大規模的經濟蕭條後和稱為Collapse的戰爭時期，這是第一集遊戲中Denton行動的指示和可能發生的事件而組合而成的指示。遊戲的主角是Alex D，是Denton的複製人，被捲入了兩個表面上對立派系之間的衝突，並了解謀求徹底改變世界的陰謀派系，包括JC Denton：Alex可以為他們任何一個執行任務，最終能夠選擇哪個組織應該統治世界。
《人類革命》設定於2027年，為第一集的二十五年前，大企業擴展他們的影響力到全球政府的勢力範圍，一些精英和強大公司的生物機械強化的發展可能會破壞社會的穩定。遊戲講述生物技術公司Sarif Industries的安全主管Adam Jensen。在一次對Sarif總部的毀滅性攻擊，使他瀕臨死亡之後，Adam被迫接受徹底性的強化手術，並被捲入尋找攻擊者和強化技術的政治和道德影響。《隕落》是一個平行的故事，設定在衍生小說《Icarus Effect》之後，講述Ben Saxon的故事，他是一個強化的前英國SAS僱傭兵，正在逃避他的前雇主的追緝，這是一群強化是僱傭軍，在《人類革命》的情節中發揮重要的作用。《人類岐裂》設定在2029年，是《人類革命》事件發生2年後的世界，與前一集遊戲事件的結果相關。不管Adam在《人類革命》結束時做出什麼選擇，光明會已經扭曲了他的信息，強化的一類人現在受到迫害和恐懼。灰心的Adam現在與一個國際特遣部隊（暗示在《駭客入侵》中UNATCO的前身）一起工作，打算阻止被剝奪權利和絕望的強化，同時努力發現事件的作惡者而導致目前世界的狀態所帶來的恐怖主義的上升浪潮。

## 相關作品

### 小說
以下小說作者為詹姆斯·斯瓦羅
- 《Deus Ex: Icarus Effect》（2011年）
- 《Deus Ex: Fallen Angel》（2013年）- 免費短篇小說 （页面存档备份，存于）
- 《Deus Ex: Black Light》（2016年）[3]
- 《Deus Ex: Hard Line》（2016年）[4]

### 漫畫
《駭客入侵：人類革命》（Deus Ex: Human Revolution，2011）DC漫畫系列，共六期，作者是Robbie Morrison

### 電影
2012年，CBS電影公司宣佈取得遊戲發行商的電影發行權，將為遊戲翻拍成電影，並由史葛·迪歷克遜（Scott Derrickson）成為導演，但後來為漫威影業拍攝《奇異博士》而放棄執導。2015年，電影監製Adrian Askarieh表示改編電影仍然開發中，但公映日期不詳。